# Mike McMichael
Marcellus Martin McMichael, detto Mike (Des Moines, 4 luglio 1915 – Harlingen, 13 novembre 1997), è stato un cestista statunitense, professionista nella NBL.

## Carriera
Giocò per una stagione nella NBL, disputando 11 partite con 3,9 punti di media.